# Первое Мая (муниципальное образование город Ефремов)
Первое Мая — поселок в муниципальном образовании город Ефремов Тульской области.

## География
Находится в юго-восточной части Тульской области на расстоянии приблизительно 24 км на северо-восток по прямой от города Ефремов, административного центра округа.

## История
В 1859 году здесь (тогда сельцо Вытемка Средняя Ефремовского уезда Тульской губернии) было отмечено 14 дворов, в 1926 (уже поселок Первомайский) — 28, в конце 1930-х годов — 20.

## Население
Постоянное население составляло 181 человек (1859 год), 133 (1926), 16 (русские 100 %) в 2002 году, 3 в 2010.